# Panama op de Olympische Zomerspelen 2000
Panama nam deel aan de Olympische Zomerspelen 2000 in Sydney, Australië. 

## Deelnemers en resultaten

### Atletiek
| Olympiër   | Discipline      | Resultaat | Prestatie             |
| ---------- | --------------- | --------- | --------------------- |
| Curt Young | 400m horden (m) | 57e       | serie 8: 6de in 52,46 |

### Gewichtheffen
| Olympiër      | Discipline | Resultaat | Prestatie                                                        |
| ------------- | ---------- | --------- | ---------------------------------------------------------------- |
| Alexi Batista | -69kg (m)  | 16e       | trekken: 17de met 112,5kg stoten: 16de met 130kg totaal: 242,5kg |

### Judo
| Olympiër     | Discipline | Resultaat | Prestatie                            |
| ------------ | ---------- | --------- | ------------------------------------ |
| Estela Riley | +78kg (v)  | 57e       | 1ste ronde: V van NZL Iredale: ippon |

### Schietsport
| Olympiër         | Discipline           | Resultaat | Prestatie                                              |
| ---------------- | -------------------- | --------- | ------------------------------------------------------ |
| Ricardo Chandeck | 10m luchtpistool (m) | 37e       | kwalificatie: 37ste met 562 punten (92-93-95-95-93-94) |

### Zwemmen
| Olympiër               | Discipline          | Resultaat | Prestatie               |
| ---------------------- | ------------------- | --------- | ----------------------- |
| Iván Rodríguez         | 100m schoolslag (m) | 44e       | serie 5: 6de in 1.04,68 |
|                        |                     |           |                         |
| Eileen Marie Coparropa | 50m vrije slag (v)  | 27e       | serie 9: 7de in 26,19   |
| Eileen Marie Coparropa | 100m vrije slag (v) | 27e       | serie 4: 5de in 57,82   |

Albanië · Algerije · Amerikaanse Maagdeneilanden · Amerikaans-Samoa · Andorra · Angola · Antigua en Barbuda · Argentinië · Armenië · Aruba · Australië · Azerbeidzjan · Bahama's · Bahrein · Bangladesh · Barbados · België · Belize · Benin · Bermuda · Bhutan · Bolivia · Bosnië en Herzegovina · Botswana · Brazilië · Britse Maagdeneilanden · Brunei · Bulgarije · Burkina Faso · Burundi · Cambodja · Canada · Centraal-Afrikaanse Republiek · Chili · China · Chinees Taipei · Colombia · Comoren · Congo-Brazzaville · Congo-Kinshasa · Cookeilanden · Costa Rica · Cuba · Cyprus · Denemarken · Djibouti · Dominica · Dominicaanse Republiek · Duitsland · Ecuador · Egypte · El Salvador · Equatoriaal-Guinea · Eritrea · Estland · Ethiopië · Fiji · Filipijnen · Finland · Frankrijk · Gabon · Gambia · Georgië · Ghana · Grenada · Griekenland · Groot-Brittannië · Guam · Guatemala · Guinee · Guinee‑Bissau · Guyana · Haïti · Honduras · Hongarije · Hongkong · Ierland · IJsland · India · Indonesië · Irak · Iran · Israël · Italië · Ivoorkust · Jamaica · Japan · Jemen · Joegoslavië · Jordanië · Kaaimaneilanden · Kaapverdië · Kameroen · Kazachstan · Kenia · Kirgizië · Koeweit · Kroatië · Laos · Lesotho · Letland · Libanon · Liberia · Libië · Liechtenstein · Litouwen · Luxemburg · Macedonië · Madagaskar · Malawi · Malediven · Maleisië · Mali · Malta · Marokko · Mauritanië · Mauritius · Mexico · Micronesië · Moldavië · Monaco · Mongolië · Mozambique · Myanmar · Namibië · Nauru · Nederland · Nederlandse Antillen · Nepal · Nicaragua · Nieuw-Zeeland · Niger · Nigeria · Noord-Korea · Noorwegen · Oeganda · Oekraïne · Oezbekistan · Oman · Oostenrijk · Pakistan · Palau · Palestina · Panama · Papoea-Nieuw-Guinea · Paraguay · Peru · Polen · Portugal · Puerto Rico · Qatar · Roemenië · Rusland · Rwanda · Saint Kitts en Nevis · Saint Lucia · Saint Vincent en Grenadines · Salomonseilanden · Samoa · San Marino ·  Sao Tomé en Principe · Saoedi-Arabië · Senegal · Seychellen · Sierra Leone · Singapore · Slovenië · Slowakije · Soedan · Somalië · Spanje · Sri Lanka · Suriname · Swaziland · Syrië · Tadzjikistan · Tanzania · Thailand · Togo · Tonga · Trinidad en Tobago · Tsjaad · Tsjechië · Tunesië · Turkije · Turkmenistan · Uruguay · Vanuatu · Venezuela · Verenigde Arabische Emiraten · Verenigde Staten · Vietnam · Wit-Rusland · Zambia · Zimbabwe · Zuid-Afrika · Zuid-Korea · Zweden · Zwitserland · Individuele olympische atleten